# Обращение в ислам в тюрьмах
Обращение в ислам в тюрьмах — явление, наблюдаемое в некоторых христианских странах, которое заключается в большом количестве обращений в ислам в тюрьмах.

## Австралия
Мусульман в австралийских тюрьмах непропорционально много, так как значительное число заключённых принимают Ислам, находясь в тюрьме. Так, в 2015 году в Виктории и Новом Южном Уэльсе заключённых идентифицировали себя как мусульмане по сравнению 8 и 9 процентов соответственно по сравнению с 2,2 и 3 процентами населения в целом. В апреле 2017 года сообщалось, что в одной из тюрем максимально строгого режима Новом Южном Уэльсе, расположенной в 195 километрах от Сиднея, большинство заключённых приняло ислам. ABC News сообщала о случаях, когда заключённые Нового Южного Уэльса, перешедшие в ислам, заставляли принимать его других заключённых.

## Франция
Во Франции, где этническая и религиозная статистика не публикуется, 25,8% заключённых просили об «особых мерах» во время Рамадана в 2017 году. В целом же во Франции, по оценкам, лишь 9 % населения в целом имеют исламское происхождение

## Соединённые Штаты
В 2016 году численность мусульманского населения США достигла примерно 3,3 миллиона человек, что составляет 0,9 % населения США. Также, по оценкам, в период с 2001 по 2014 год, четверть миллиона осуждённых в США обратились в ислам в тюрьме.
По данным Исследовательского центра Пью за 2011 год, из-за обращений в ислам в тюрьмах, мусульмане составляли 9 % из 1 598 780 заключённых США, несмотря на то, что годом ранее мусульмане составляли всего 0,8 % от общей численности населения США.
В СМИ появляются опасения в связи с потенциально радикализацией. Например, профессор Индианского государственного университета Марк Хэмм заявил в интервью Fox News, что угрозу представляет, в первую очередь, возможность радикализации отдельного человека. Тем не менее, несмотря на тот факт, что в Соединённых Штатах содержится более 350 000 заключенных-мусульман, мало свидетельств, указывающих на их радикализацию или вербовку из-за рубежа. Напротив, исследования показали, что ислам имеет долгую историю положительного влияния на заключённых, в том числе после отсидки.